# فرودگاه اختسک
فرودگاه اختسک (روسی: Аэропорт Охотск) (یاتا: OHO، ایکائو: UHOO) یک پایگاه هوایی نظامی سابق در اختسک روسیه است. این فرودگاه به هواپیماهای حمل و نقل کوچک خدمات می‌دهد.

## خطوط هوایی و مقاصد
| شرکت‌های هواپیمایی | مقصدهای پروازی                |
| ----------------- | ----------------------------- |
| خاباروفسک ایرلاین | خاباروفسک، نیکولایفسک-آن-آمور |